# Kompressionsdruck
Kompressionsdruck ist ein Begriff aus der Hubkolbenmaschinentechnik und bezeichnet den Druck im Inneren eines Zylinders, beispielsweise bei Verbrennungsmotoren oder Kompressoren, der durch den Kolbenhub erzeugt wird.

## Kompressionsdruck messen

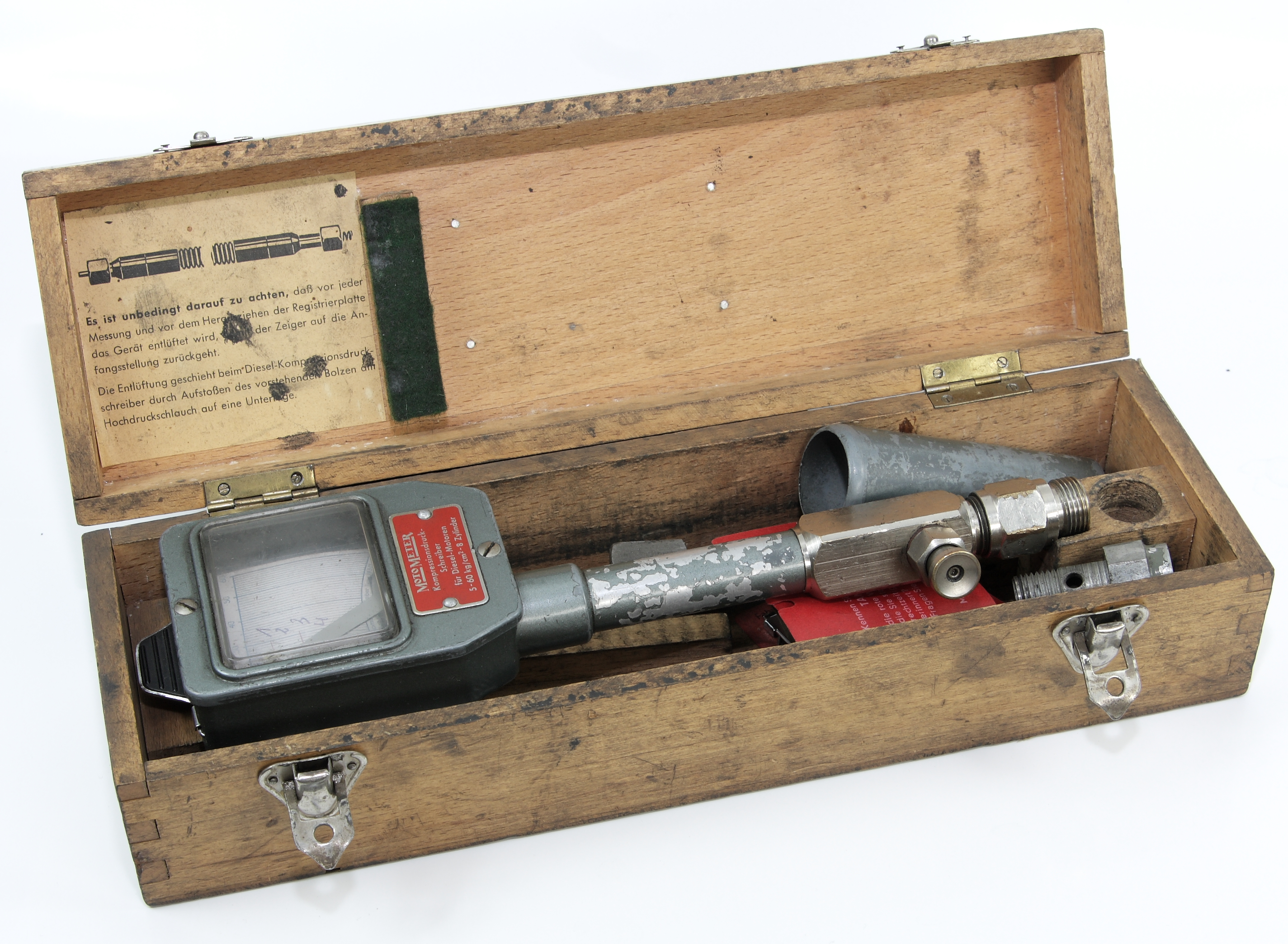
Kompressdruckschreiber für Dieselmotoren mit Adapterstück in Holzbox

Bei Verbrennungsmotoren werden zur Kompressionsdruckmessung die Zündkerzen oder Einspritzventile durch die Messvorrichtung ersetzt. Dazu stellen die Hersteller von Kompressionsdruckschreibern entsprechende Adapter bereit. Über eine Adapterdatenbank kann das passende Anschlussstück für den Motor ermittelt werden. Mit dem Anlasser wird der Motor auf Anlassdrehzahl gebracht und Zylinder für Zylinder nacheinander die Spitzendrücke gemessen. Bei Ottomotoren wird bei voll geöffneten Drosselklappen gemessen, um Ansaugdrosselung zu vermeiden.

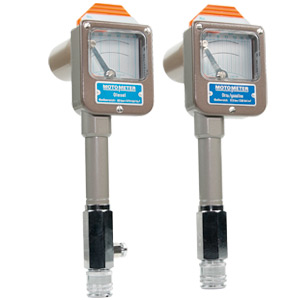
Kompressionsdruckschreiber für Otto- und Dieselmotoren

 In aller Regel sind Kompressionsmessgeräte separat nach Otto- und Dieselmessbereichen anzutreffen. Das Messgerät kann ein schreibendes Gerät sein, das auf einem Kartonkärtchen mit einem schreibenden Zeiger von der federbelasteten Druckmembrane eine Bogenlinie erzeugt, dessen Endwert den Kompressionsdruck zeigt. Bei diesen Geräten wird das Kärtchen für den nächsten Zylinder ein wenig herausgezogen, sodass mit weiterer Messung eine parallele Bogenlinie entsteht. Messgeräte ohne geschriebene Aufzeichnung enthalten ein Einweg-Ventil, das den Maximaldruck in der Anzeige aufrechterhält und den Druck für die folgende Messung per Knopf abzulassen erlaubt. Eine weitere Variante ist ein Druckmesser mit Schleppzeiger, der zur nächsten Messung von Hand auf Null gestellt wird.
Übliche Kompressionswerte moderner Fahrzeugmotoren liegen im Bereich von 11 bis 15 bar bei neuen, eingefahrenen Ottomotoren und ca. 30 bis 55 bar bei Dieselmotoren; Vorkammer- und Wirbelkammer-Dieselmotoren haben höhere Kompressionswerte als Diesel mit Direkteinspritzung. Werte unter 8 bar bei Ottomotoren oder unter 20 bar bei Dieselmotoren sind bei den meisten modernen Motoren ungewöhnlich und deuten auf Verschleiß oder einen Defekt hin. Ältere Motorkonstruktionen (zum Beispiel VW-Boxermotoren) haben entsprechend niedrigere Vorgabe- und Grenzwerte. Es gibt auch Sonderbauarten mit abweichenden Kompressionsdaten (Zweitaktmotoren, Motoren mit zwangsgesteuerten Ventilen, "Mitteldruckmotoren" von Audi der 1960er Jahre). In gängigen Werkstatthandbüchern werden die regulär zu erwartenden Druckmesswerte nach Motorentypen aufgeschlüsselt angegeben.
Im Falle einer vermuteten Undichtheit an einem der Zylinder wird die Messung wiederholt, um die Art der Undichtigkeit genauer eingrenzen zu können. Hierzu wird vor der zweiten Messung in den Brennraum eine kleine Menge Motoröl gegeben, die die Abdichtung des Kolbens durch die Kolbenringe zum Zylinder hin verbessert. Ein dann gegebenenfalls deutlich höherer Messwert weist auf fortgeschrittenen Verschleiß im Bereich Zylinder, Kolben, Kolbenringe hin. Gleichbleibend schlechte Kompressionswerte lassen hingegen die Undichtheit im Bereich Zylinderkopf, Kopfdichtung, Ventile vermuten.
Zur Verschleißbeurteilung wird bei Kompressoren in der Regel, bei Pumpen für flüssige Stoffe immer die Förderleistung bei Betriebsdruck gemessen und nicht der Kompressionsdruck.

## Alternative Messmethoden
Anstelle der Kompressionsdruckmessung wird auch die Druckverlustmessung verwendet. Dabei wird bei stehender Maschine ein definierter Druck im Zylinder aufgebaut. Dann wird die Druckzufuhr abgestellt, und die Zeit für den Druckabfall zwischen zwei Referenzdrücken gemessen. Die Druckverlustmessung kann sowohl mit Gasen (z. B. Luft) als auch mit Flüssigkeiten (z. B. Öl) durchgeführt werden.
Früher wurden bei Fahrzeugen teils auch "indirekte Kompressionsmessungen" durchgeführt: bei den ersten Volkswagen mit Diagnosesteckdose in den 1970er Jahren versuchte man aus dem periodischen Verlauf des Spannungsabfalls beim Anlassvorgang Rückschlüsse auf die Kompression der einzelnen Zylinder zu ziehen – eine recht ungenaue und eventuelle Fehler nur grob indizierende Methode. Bei so entdeckten Fehlerindikationen empfahl sich meist, eine "reguläre" Kompressionsprüfung im Anschluss an die erste Diagnose durchzuführen.
Seit EURO6: Moderne Glühkerzen in Dieselmotoren können auch schon mit integrierten Drucksensoren ausgestattet sein. Heutige Euro6-Motoren verwenden dabei z. B. eine dieser Drucksensor-Glühkerzen in einem Zylinder und konventionelle Glühkerzen in den restlichen Zylindern. Sobald, wie in einzelnen Dieselmotoren, alle Zylinder mit solchen Glühkerzen mit Drucksensor ausgestattet wären, wäre auch die Kompressionsdruckmessung möglich, die gleich über das Motorsteuergerät stattfinden würde.

## Schlussfolgerungen aus dem Messergebnis
Neben der Höhe des Kompressionsdruckes ist auch die Gleichmäßigkeit zwischen den Zylindern von Bedeutung. Daher sind für Verbrennungsmotoren außer dem Sollwert des Kompressionsdrucks und der Verschleißgrenze auch der höchstzulässige Druckunterschied zwischen den Zylindern vorgegeben. Gleichmäßig schlechte Kompressionswerte treten gewöhnlich bei einem Motor mit hoher Laufleistung auf, der sich seiner Verschleißgrenze nähert. Stark unterschiedliche Kompressionswerte zwischen den Zylindern sind ein Merkmal für einen lokalen Defekt und können auch bei neuen Motoren auftreten. Kleinere Unterschiede können sich (in seltenen Fällen, nach Einlauf-Vorgängen) auch mitunter verbessern bzw. einander annähern.